# Melanochlora sultanea
El carbonero sultán (Melanochlora sultanea) es una especie de ave paseriforme de la familia Paridae propia del sureste de Asia. Este pájaro mide aproximadamente 20 cm de largo, y posee una distintiva cresta amarilla, pico oscuro, la parte superior de su plumaje es negra y la inferior es amarillo. Ambos sexos son similares. En la hembra el plumaje de su parte superior es de un tono negro verdoso y la es garganta amarillenta. Los juveniles son de colores más apagados que el adulto y su cresta es más corta. Es el único miembro del género monotípico Melanochlora, que es bastante distinto de los carboneros sultán, siendo su pariente más cercano Sylviparus.

## Descripción

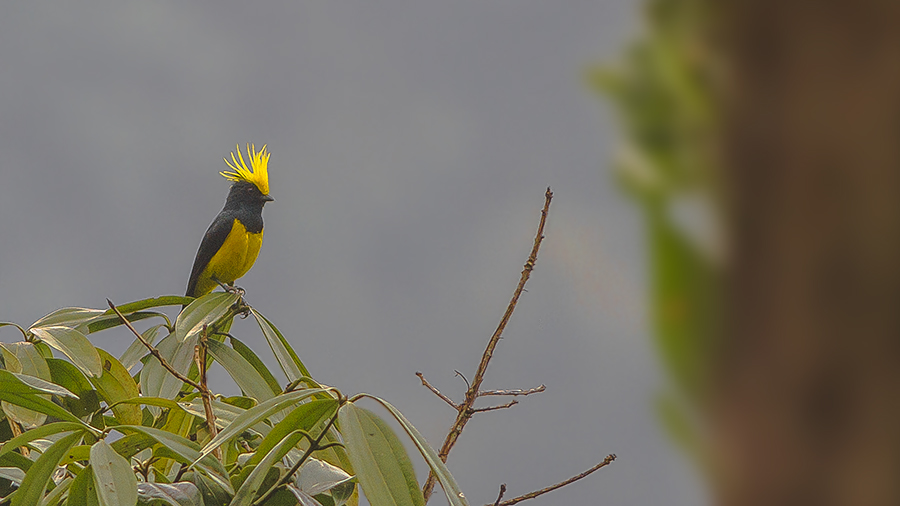
Especie Melanochlora sultanea sultanea en el Santuario de fauna Mahananda, Bengala Occidental, India.

Mide unos 20 cm de largo, y su cola unos 10 cm. El macho tiene la frente y la corona con la cresta de color amarillo brillante; todo el plumaje superior, lados de la cabeza y el cuello, la barbilla, la garganta y el pecho son de color negro con reflejos verdes, los bordes de las plumas del plumaje superior poseen un brillo metálico, y las plumas más externas de la cola tienen sus puntas blancas; el plumaje en la zona inferior del pecho y vientre es de color amarillo intenso, los muslos poseen un jaspeado con blanco. La cresta normalmente reclinada se eleva cuando el ave está alerta o alarmada. El pico es negro; la boca carnosa oscura; los párpados grises; el iris marrón oscuro; sus patas son de color gris; y las garras son color hueso  oscuro.
La hembra tiene las parte amarillas de un tono más apagado; el plumaje superior y los laterales de la cabeza son de color marrón verdoso oscuro; la barbilla y la garganta son de color verde oliva oscuro con destellos brillantes; las alas y cola son negro opaco; las plumas de su parte superior poseen bordes de color verde metálico.
Los juveniles se parecen a la hembra, pero en la etapa más joven las plumas de su parte superior no poseen bordes brillantes, y las plumas cuberteras mayores de las alas cuentan con un borde blanco.
Se alimentan en el sector medio y superior del dosel, individualmente o en pequeños grupos y se alimentan principalmente de insectos, pero a veces consumen higos. Poseen un fuerte silbido corto repetido y variable. El vuelo es lento y oscilante.

## Taxonomía y sistemática
En 1890, Richard Bowdler Sharpe clasifica a esta especie como un miembro de la antigua subfamilia, Liotrichinae Timaliidae. La posición de esta especie dentro de su clado no está determinada con claridad. Parecen tener secuencias distintivas de ADN mitocondrial citocromo b, lo que sugiere que es posible que no pertenezcan Paridae, a menos que se incluyan a los tits moscón. Poseen un comportamiento inusual de pánico en cautividad cuando perciben ruidos poco comunes u otras especies, lo que no ocurre en los miembros típicos de  Paridae. A diferencia de los Paridae típicos, tienen sus fosas nasales expuestas y no cubiertas por plumas. Si se considera un miembro de Paridae, sería el miembro más grande.

## Distribución

Raza Gayeti con cresta negra.

Existen cuatro subespecies sultanea (Hodgson, 1837) que habitan desde la zona central de Nepal en el Himalaya oriental hasta Myanmar, el norte de Tailandia y el sur de China. Estas se intercalan con la raza flavocristata (Lafresnaye, 1837) que habita en el sur de Tailandia, la península Malaya y Hainan. La raza seorsa habita en Laos y partes del sureste de China (Guangxi, Fujian) y el sector norte de su zona se intercala con la de sultanea. La raza gayeti Delacour & Jabouille, 1925 que cuenta con una cresta negra tanto en machos como hembras habita en Laos y Vietnam.
En la India, esta especie se encuentra en las cadenas inferiores de los Himalayas desde Nepal hasta la cabecera del valle de Assam, las colinas de Khasi, Cachar, Manipur, las colinas Kakhyen al este de Bhamo, Arrakan, las colinas Pegu, Karennee, y Tenasserim. Esta especie no parece habitar en elevaciones superiores a los 1200 m. Se extiende por la península malaya. Frecuenta los árboles más grandes en pequeñas bandadas. En algunas zonas forestales, tales como la reserva de tigres de Buxa, la densidad se ha estimado en unos 15 pájaros por kilómetro cuadrado.
La temporada de reproducción en la India es de abril a julio y la puesta es de siete huevos, los cuales se ubican en el interior de una cavidad recubierta en un árbol. Se alimentan de orugas y a veces de pequeñas bayas.
Es muy común dentro de su hábitat, el carbonero sultán es considerada una especie de Preocupación Menor en la Lista Roja de la UICN de especies amenazadas.